# واکنش بالز–شیمان
واکنش بالز–شیمان(به انگلیسی: Balz–Schiemann reaction) یک واکنش شیمیایی است که طی آن یک آنیلین (۱) به وسیله‌ی یک دی‌آزونیم فلوروبورات (۲) به یک آریل فلورید تبدیل می‌شود. این واکنش به افتخار دو شیمیدان آلمانی به نام‌های گونتر بالز و گونتر شیمان نام‌گذاری شده است.
این واکنش شباهت زیادی به واکنش سندمیر دارد که طی آن یک نمک دی‌آزونیم به یک آریل هالید تبدیل می‌شود.